# Franklin (Idaho)
Franklin is een plaats (city) in de Amerikaanse staat Idaho, en valt bestuurlijk gezien onder Franklin County.

## Demografie
Bij de volkstelling in 2000 werd het aantal inwoners vastgesteld op 641.
In 2006 is het aantal inwoners door het United States Census Bureau geschat op 672, een stijging van 31 (4,8%).

## Geografie
Volgens het United States Census Bureau beslaat de plaats een oppervlakte van
2,0 km², geheel bestaande uit land. Franklin ligt op ongeveer 1400 m boven zeeniveau.

## Plaatsen in de nabije omgeving
De onderstaande figuur toont nabijgelegen plaatsen in een straal van 16 km rond Franklin.